# 1205
[[Категорија: 1205
.| ]]
Година 1205. (MCCV) била је проста година која је почела у суботу.

## Догађаји
- Википедија:Непознат датум — Валтер III од Бријена умире у борби против немачког грофа Диполда од Ацере.
- Википедија:Непознат датум — У Фландрији је Балдуина IX наследила ћерка Јована, (која ће се 1211. удати за Фердинанда Португалског).
- Википедија:Непознат датум — На угарско-хрватски престо дошао је Андрија II.
- 14. април — Бугарски цар Калојан је нанео тежак пораз крсташима и заробио латинског цара Балдуина I Фландријског.

### Децембар
- Википедија:Непознат датум — Крсташима је цар Калојан одузео ту регију и постао је главни чинилац на Балканском полуострву.
- Википедија:Непознат датум — Умро је Амалрих од Лусињана.
- Википедија:Непознат датум — Кипар је дошао у руке Амалрихова сина Ига од Лизињана а Сирија је припала Изабелиној ћерки Марији од Монферата.
- Википедија:Непознат датум — Основано Атинско војводство
- Википедија:Непознат датум — Дубровачка република је уместо дотадашње византијске врховне власти примила млетачку. Град је задржао своје старо уређење, али му је, ради контроле, кнез увек имао бити Млечанин.
- Википедија:Непознат датум — У Србији Стефан Немањић мудро је пратио развој догађаја, не излажући се ни за крсташе ни за Бугаре. Миран је остао и Вукан у Зети.

## Смрти
- Амалрик II Јерусалимски

- Балдуин I, латински цар

- Енрико Дандоло
- Алексије V Дука Мурзуфл

- Изабела I Јерусалимска

- Ладислав III Угарски
- Константин Ласкарис

- Роман Велики